# Nagafukia mushana
Nagafukia mushana är en insektsart som beskrevs av Matsumura 1940. Nagafukia mushana ingår i släktet Nagafukia och familjen spottstritar. Inga underarter finns listade i Catalogue of Life.